# Megang Sakti III
Megang Sakti III is een bestuurslaag in het regentschap Musi Rawas van de provincie Zuid-Sumatra, Indonesië. Megang Sakti III telt 3577 inwoners (volkstelling 2010).